# PGA Polska
PGA Polska czyli Stowarzyszenie Instruktorów Golfa – stowarzyszenie skupiające profesjonalnych instruktorów golfa oraz zawodników turniejowych. Misją organizacji jest popularyzacja golfa, wdrażanie najwyższych standardów w edukacji, podnoszenie poziomu rywalizacji sportowej oraz reprezentowanie wartości etycznych, wynikających z tradycji i historii golfa.
Głównym celem PGA Polska jest szeroko pojęta edukacja członków organizacji, przygotowywanie kursów i szkoleń, organizowanie krajowych i międzynarodowych turniejów dla osób zrzeszonych w organizacji. Misją PGA Polska jest także wraz z Polskim Związkiem Golfa propagowanie golfa wśród społeczeństwa.
PGA Polska powstała w 1993 roku z inicjatywy Pierre’a Karstroma, Marka Sokołowskiego, i Jacka A. Gazeckiego, z początku, ze względu na obowiązujące prawo, jako spółka. Potam przekształcono ją w stowarzyszenie.  Pierre Karstrom był jego pierwszym prezesem w latach 1993-1995, kolejne kadencje pełnili Marek Sokołowski (1995-1999), Edwin Myszk (1999-2003) i Marek Podstolski (2003-2012). Obecnym prezesem jest Jarosław Sroka.
W latach 1999–2001 zorganizowano pierwszy cykl turniejów zawodowych pod nazwą A-Z Medica Tour. Na przełomie kolejnych lat zmieniali się sponsorzy tytularni (Audi, Armada, Deutsche Bank) a turnieje zyskiwały coraz bardziej na popularności. Dzisiaj zawody odbywają się pod nazwą PGA Pro Tour.
W 2007 roku, dzięki wdrożonemu programowi szkolenia (stworzonemu przez Mike’a O’Briena, za co golfista został odznaczony tytułem Five Star Professional) pierwsi polscy zawodowcy zakończyli 3-letni kurs i otrzymali tytuł Qualified PGA Professional.
W październiku 2010 roku PGA of Europe, zrzeszające 34 organizacje krajowe i 12 tysięcy członków na całym kontynencie, nadało PGA Polska statut Fully Aproved PGAs of Europe.